# Fredegonde (cratère)
Fredegonde est un cratère d'impact à la surface de Vénus. 
Le cratère a ainsi été nommé par l'Union astronomique internationale en 1991 en hommage à la reine franque Frédégonde (morte en 597).  
Son diamètre est de 25,20 km. Il a donné son nom à la région dans laquelle il se situe, le quadrangle de Fredegonde (quadrangle V-57). 